# Mrs. America
Mrs. America ist eine US-amerikanische Drama-Fernsehserie über die politische Bewegung zur Durchsetzung des Equal Rights Amendment (ERA), die am 15. April 2020 auf Hulu Premiere hatte. In Deutschland erfolgte die Erstausstrahlung am 1. September 2020 auf MagentaTV. In den Hauptrollen spielen Cate Blanchett, Uzo Aduba, Rose Byrne, Elizabeth Banks, Margo Martindale, Jeanne Tripplehorn und Sarah Paulson.

## Handlung
Mrs. America erzählt die hürdenreiche Geschichte der Bewegung zur Ratifizierung des Equal Rights Amendment. Das ist ein vorgeschlagener Verfassungszusatz, der Frauen in den Vereinigten Staaten gleiche Rechte zusichern sollte. Das ERA besagt: „Männer und Frauen sollen in den Vereinigten Staaten und überall, wo US-Recht gilt, gleiche Rechte haben.“
Bis in die 1970er Jahre wurde das ERA sowohl im Senat als auch im Repräsentantenhaus abgelehnt. Im März 1972 stimmten beide Kongresskammern dem Zusatz zu. Die Ratifizierung durch mindestens drei Viertel der Bundesstaaten, zu dem Zeitpunkt 38, stand allerdings noch aus. Als ursprüngliche Ratifizierungsfrist wurde der 22. März 1979 festgesetzt. Allgemein wurde geglaubt dieses Datum sei leicht einzuhalten, die konservative Politikerin Phyllis Schlafly setzte sich aber dagegen ein. 1972 gründete sie die „STOP ERA“-Bewegung, aus der später das Eagle Forum (und eine zugehörige Denkfabrik in St. Louis) hervorging, eine konservative „Pro-Familien“-Organisation, deren Präsidentin sie bis zu ihrem Tod war.
Bis 1977 hatten 35 der nötigen 38 Bundesstaaten den Verfassungszusatz ratifiziert. Die Ratifizierungsfrist wurde bis zum 30. Juni 1982 verlängert, allerdings stimmte kein weiterer Bundesstaat dem ERA zu. Damit war das ERA 1982 gescheitert.
Die Serie erzählt durch die Augen der Frauen dieser Ära – sowohl Schlafly als auch die Feministinnen der zweiten Welle Gloria Steinem, Betty Friedan, Shirley Chisholm, Bella Abzug und Jill Ruckelshaus, wie eines der härtesten Schlachtfelder in den Kulturkriegen der 70er Jahre dazu beitrug, die „Moralische Mehrheit“ zu schaffen und die politische Landschaft der USA für immer zu verändern.

## Produktion
Im Oktober 2018 wurde bekannt gegeben, dass FX die Miniserie bestellt hatte. Im November 2019 wurde bekannt gegeben, dass die Show als Teil von FX on Hulu statt bei FX auf Hulu Premiere haben würde. Im Januar 2020 wurde berichtet, dass die Serie am 15. April 2020 Premiere haben soll.

## Besetzung und Synchronisation
Die deutsche Synchronisation entstand bei der Arena Synchron GmbH in Berlin, unter der Dialogregie von Dr. Theodor Dopheide, der auch die Dialogbücher schrieb.

### Hauptbesetzung
| Rolle            | Schauspieler       | Synchronsprecher     |
| ---------------- | ------------------ | -------------------- |
| Phyllis Schlafly | Cate Blanchett     | Elisabeth Günther    |
| Gloria Steinem   | Rose Byrne         | Ranja Bonalana       |
| Shirley Chisholm | Uzo Aduba          | Vera Teltz           |
| Jill Ruckelshaus | Elizabeth Banks    | Cathlen Gawlich      |
| Pamela           | Kayli Carter       | Magdalena Höfner     |
| Brenda Feigen    | Ari Graynor        | Elisabeth von Koch   |
| Rosemary Thomson | Melanie Lynskey    | Dorette Hugo         |
| Bella Abzug      | Margo Martindale   | Regina Lemnitz       |
| Fred Schlafly    | John Slattery      | Bernd Vollbrecht     |
| Eleanor Schlafly | Jeanne Tripplehorn | Madeleine Stolze     |
| Betty Friedan    | Tracey Ullman      | Heidrun Bartholomäus |
| Alice Macray     | Sarah Paulson      | Ulrike Stürzbecher   |

### Nebenbesetzung
- James Marsden als Phil Crane
- Niecy Nash als Flo Kennedy
- Olivia Scriven als Liza Schlafly
- Bria Henderson als Margaret Sloan-Hunter
- Jay Ellis als Franklin Thomas
- John Bourgeois als George McGovern
- Norm Lewis als Ron Dellums

## Episodenliste
| Nr. (ges.) | Nr. (St.) | Deutscher Titel                | Originaltitel                  | Erstausstrahlung USA | Deutschsprachige Erstausstrahlung (D) | Regie                      | Drehbuch                       |
| ---------- | --------- | ------------------------------ | ------------------------------ | -------------------- | ------------------------------------- | -------------------------- | ------------------------------ |
| 1          | 1         | Phyllis                        | Phyllis                        | 15. Apr. 2020        | 1. Sep. 2020                          | Anna Boden & Ryan Fleck    | Dahvi Waller                   |
| 2          | 2         | Gloria                         | Gloria                         | 15. Apr. 2020        | 8. Sep. 2020                          | Anna Boden & Ryan Fleck    | Dahvi Waller                   |
| 3          | 3         | Shirley                        | Shirley                        | 15. Apr. 2020        | 15. Sep. 2020                         | Amma Asante                | Tanya Barfield                 |
| 4          | 4         | Betty                          | Betty                          | 22. Apr. 2020        | 22. Sep. 2020                         | Amma Asante                | Boo Killebrew                  |
| 5          | 5         | Phyllis & Fred & Brenda & Marc | Phyllis & Fred & Brenda & Marc | 29. Apr. 2020        | 29. Sep. 2020                         | Laure de Clermont-Tonnerre | Micah Schraft & April Shih     |
| 6          | 6         | Jill                           | Jill                           | 6. Mai 2020          | 6. Okt. 2020                          | Laure de Clermont-Tonnerre | Sharon Hoffman                 |
| 7          | 7         | Bella                          | Bella                          | 13. Mai 2020         | 13. Okt. 2020                         | Anna Boden & Ryan Fleck    | Micah Schraft                  |
| 8          | 8         | Houston                        | Houston                        | 20. Mai 2020         | 20. Okt. 2020                         | Janicza Bravo              | Dahvi Waller                   |
| 9          | 9         | Reagan                         | Reagan                         | 27. Mai 2020         | 27. Okt. 2020                         | Anna Boden & Ryan Fleck    | Dahvi Waller & Joshua Griffith |

## Kritiken
„Mrs. America hätte sich aber filmisch durchaus mehr trauen können: Anstatt konventioneller Dramaturgie und immer gerade so viel Text, wie es ihn zum Transportieren des Inhalts, nicht aber für das Seelenleben der Figuren braucht, hätte die Serie sich etwas von der Ausgefallenheit ihrer Protagonistinnen abschauen können. Die Schauspielerinnen sind durchweg überzeugend als Freundinnen und Feindinnen, die Regie verlässt sich aber zu oft auf scheinbar tiefe Blicke und emotionsaufzwängende Musik, die irgendwann zur Pose werden.“

„Mrs. America zeichnet sich durch ein intelligentes Drehbuch, eine hochwertige Inszenierung und einen glanzvollen Cast aus. Dass die politische Grundthematik in den letzten 50 Jahren kaum an Dringlichkeit verloren hat, ist auf die reale Welt bezogen selbstverständlich tragisch, doch wenigstens mit Blick auf den Erfolg der Serie vermutlich von Vorteil.“

„"Die historische Miniserie ‚Mrs. America‘ handelt von den politischen Kämpfen in den USA der 1970er Jahre um das Equal Rights Amendment – ein Verfassungszusatz, der die Gleichberechtigung von Mann und Frau fest verankern sollte."“